# Pons (cráter)

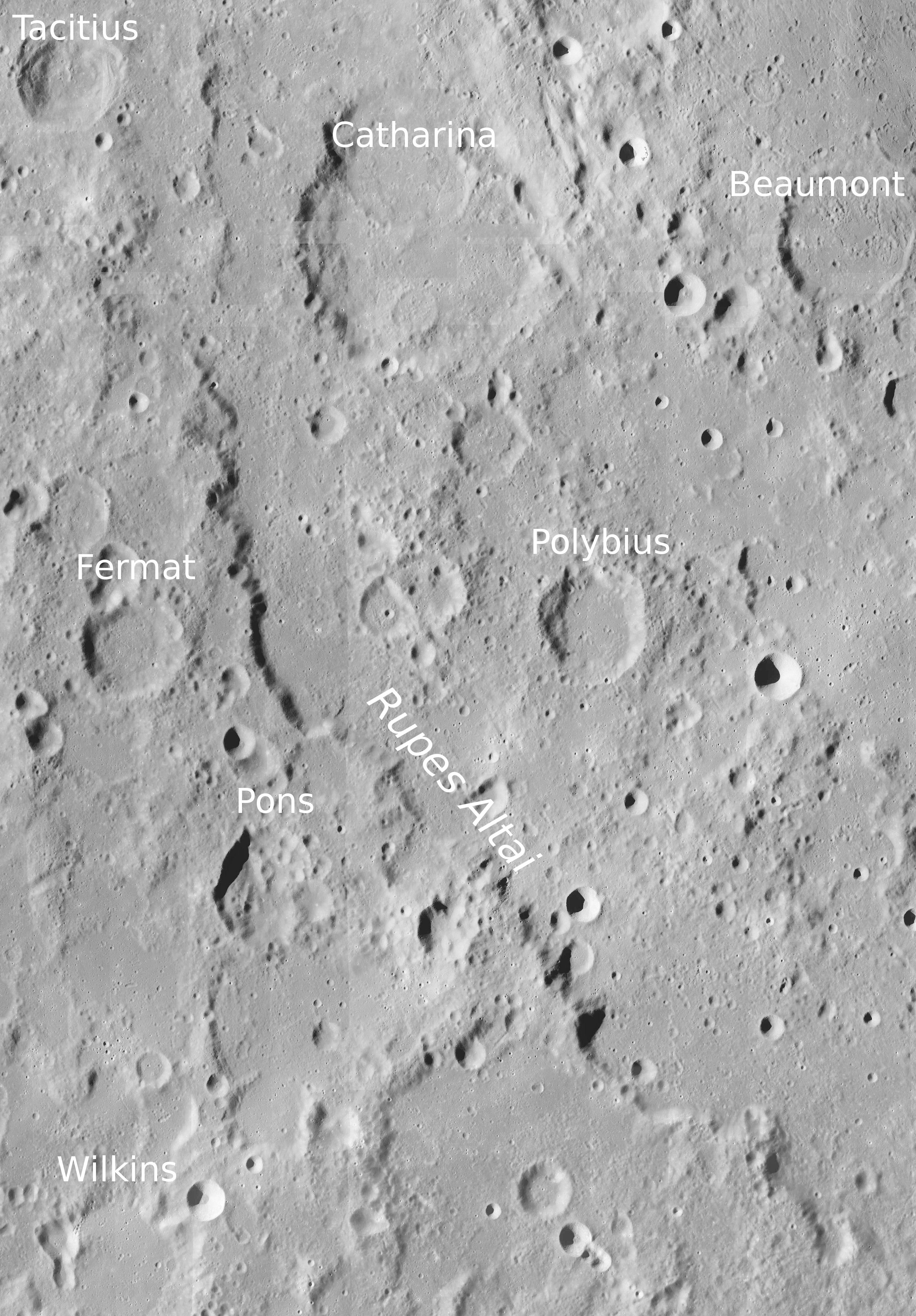
Fotografía de la misión Lunar Reconnaissance Orbiter

Pons es un cráter de impacto lunar que se encuentra al oeste del Rupes Altai, un prominente escarpe. Se halla al sureste del cráter Sacrobosco, y al suroeste de Polybius. Al noroeste en el mismo flanco de la formación aparece el cráter Fermat.
|  |

El borde de Pons presenta una forma algo ovalada, siendo más largo en el eje noreste-sudoeste que en la dirección perpendicular. La pared externa es irregular y con muescas, particularmente en el extremo noreste, donde está parcialmente cubierta por el cráter satélite Pons D y por múltiples formaciones más pequeñas. El interior es desigual, con crestas bajas que se proyectan desde los bordes del norte y del sureste.

## Cráteres satélite
Por convención estos elementos son identificados en los mapas lunares poniendo la letra en el lado del punto medio del cráter que está más cercano a Pons.
|      | \| Pons \| Coordenadas \| Diámetro \| \| ---- \| ----------------------------- \| -------- \| \| A \| 27°18′S 20°00′E / -27.3, 20.0 \| 12 km \| \| B \| 28°42′S 20°42′E / -28.7, 20.7 \| 13 km \| \| C \| 27°54′S 22°18′E / -27.9, 22.3 \| 18 km \| \| D \| 25°30′S 22°06′E / -25.5, 22.1 \| 15 km \| \| E \| 25°48′S 23°48′E / -25.8, 23.8 \| 18 km \| \| F \| 23°42′S 21°12′E / -23.7, 21.2 \| 12 km \| \| G \| 28°18′S 21°24′E / -28.3, 21.4 \| 6 km \| \| H \| 26°54′S 22°18′E / -26.9, 22.3 \| 10 km \| \| J \| 24°54′S 22°12′E / -24.9, 22.2 \| 5 km \| \| K \| 27°24′S 22°48′E / -27.4, 22.8 \| 7 km \| \| L \| 27°30′S 20°54′E / -27.5, 20.9 \| 8 km \| \| M \| 27°06′S 24°06′E / -27.1, 24.1 \| 11 km \| \| N \| 26°00′N 23°00′E / 26.0, 23.0 \| 6 km \| \| P \| 25°00′N 23°06′E / 25.0, 23.1 \| 5 km \| |          |
| Pons | Coordenadas | Diámetro |
| A    | 27°18′S 20°00′E / -27.3, 20.0 | 12 km    |
| B    | 28°42′S 20°42′E / -28.7, 20.7 | 13 km    |
| C    | 27°54′S 22°18′E / -27.9, 22.3 | 18 km    |
| D    | 25°30′S 22°06′E / -25.5, 22.1 | 15 km    |
| E    | 25°48′S 23°48′E / -25.8, 23.8 | 18 km    |
| F    | 23°42′S 21°12′E / -23.7, 21.2 | 12 km    |
| G    | 28°18′S 21°24′E / -28.3, 21.4 | 6 km     |
| H    | 26°54′S 22°18′E / -26.9, 22.3 | 10 km    |
| J    | 24°54′S 22°12′E / -24.9, 22.2 | 5 km     |
| K    | 27°24′S 22°48′E / -27.4, 22.8 | 7 km     |
| L    | 27°30′S 20°54′E / -27.5, 20.9 | 8 km     |
| M    | 27°06′S 24°06′E / -27.1, 24.1 | 11 km    |
| N    | 26°00′N 23°00′E / 26.0, 23.0 | 6 km     |
| P    | 25°00′N 23°06′E / 25.0, 23.1 | 5 km     |